# Страсний тиждень

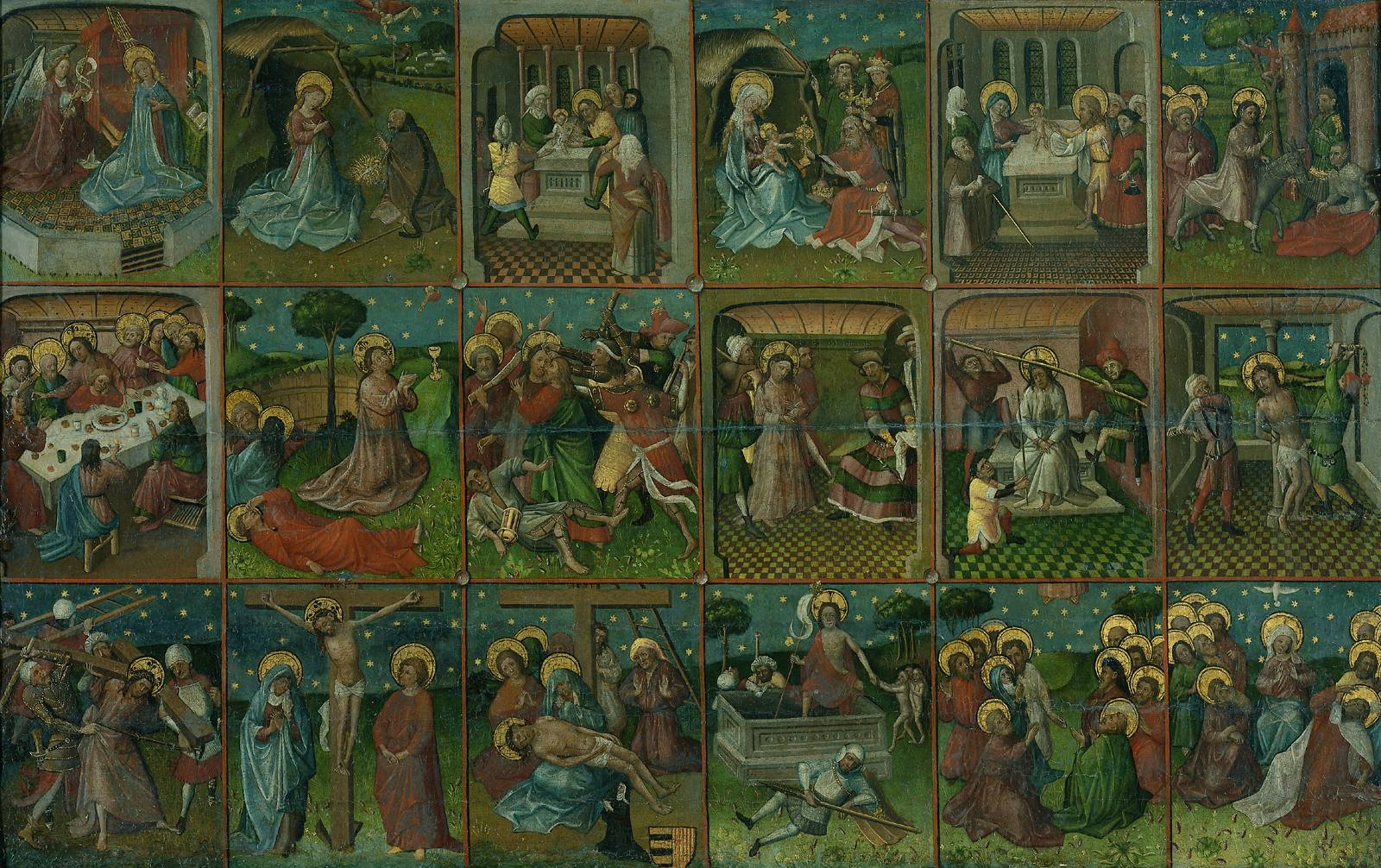
Страсті Христові
(анонімний художник XV ст., Нідерланди)

Страсний тиждень (Седмиця; страсть в ц.-сл.— страждання, Білий тиждень, Чистий тиждень) — останній тиждень перед Великоднем, що наступає за вербним тижнем. В Православній церкві цей тиждень носить назву Страсного, бо в цей час церква згадує Страсті Христові. Через особливе значення і велич духовних спогадів та богослужінь Страсний тиждень не включений у богослужбове коло Великого посту, а стоїть окремо, як перехід від Святої Чотиридесятниці до Світлого Христового Воскресіння.

## У православ'ї
У страсний тиждень згадується Тайна вечеря, страждання, розп'яття і поховання Ісуса Христа. Усі дні Страсного тижня звуться «Великими» — Великий Понеділок, Великий Вівторок тощо, також уживається епітет «Страсний».
У православ'ї перші три дні Страсної седмиці відбувається Літургія передосвячених дарів, у Великий четвер й Велику суботу — літургія Василя Великого, у Велику п'ятницю літургія не відбувається. У перші три дні Страсної седмиці устав пропонує прочитувати весь Псалтир, крім 17-й кафизми, що читається на утрені Великої суботи.
Протягом Страсного тижня всі православні християни, які протягом посту ще не сповідалися і не причащалися, мають це обов'язково зробити — у будь-який день зранку, окрім п'ятниці.

### Дні Страсного тижня
У Великий понеділок церква згадує старозавітного патріарха Йосипа, якого заздрісні брати продали в Єгипет, сказавши батькові, що його розірвали звірі. Поміркований Йосип розглядається як праобраз зрадженого Христа. Також Православна Церква згадує прокляття смоківниці. У понеділок Страсної седмиці служиться молебень, що покладає початок церковному чину мироваріння. Миро — це суміш 50 речовин на основі оливкової олії, трав та смол. Миро вважається святинею, зберігається у вівтарі і використовується в таїнстві Миропомазання. Готується миро лише раз у році — з понеділка по середу Страсного тижня, у четвер освячується.
У вівторок Страсного тижня віруючі згадують, як Христос навчав у храмі Єрусалимському і народ вважав Його пророком.
Велика середа (Страсна середа) — день віддання Ісуса на страждання і смерть. У цей день згадується євангельська подія: коли рада первосвящеників і книжників вже вирішила взяти Христа і вбити Його, в селищі Віфанія у домі Симона прокаженого, де зупинився в ніч на середу Ісус, одна «грішниця» вилила дорогоцінне миро на Його голову. Тут же в душі Юди народився намір видати беззаконній раді Вчителя. Тому в церковній службі в середу прославляється «грішниця» і засуджується зрада Юди. З понеділка по середу Страсного тижня в храмах звершуються Літургії Григорія Двоєслова або ж Передосвячених Дарів
Особливо важливими вважаються останні три дні перед Великоднем — Великі четвер, п'ятниця та субота. У кожний з них на службах читають уривки з Євангелія, що розповідають про страждання Христа.
- У Великий четвер віруючі згадують становлення таїнства причастя Тіла і Крові Христових — євхаристії.
- У Велику п'ятницю Ісус був розп'ятий і помер на Хресті, викупивши людські гріхи. Саме тому Велика п'ятниця — найскорботніший день.
- У Велику суботу тіло Христа «перебувало в труні», але душею Спаситель зійшов в пекло і вивів з нього душі праведників. Ввечері в храмах розпочинають святкове богослужіння, щоб зустріти Воскресіння Христове.

## У католицизмі
У католицизмі Великий четвер, Велика п'ятниця і Велика субота об'єднані за назвою Пасхальне тридення.

## Народні традиції
Страсна седмиця — час, коли потрібно навести порядок в будинку і приготувати страви для великоднього столу. Слово «страсті» в перекладі зі старослов'янської означає «муки», «страждання»: християни в ці дні дотримуються найсуворішого посту, не танцюють, не співають, багато моляться, часто бувають в церкві і готуються до  Великодня. За традиціями, в селах на цьому тижні сіють ранні зернові, горох.
Традиційно у четвер Страсного тижня (або ж Чистий Четвер) очищають своє тіло і випікають паски.